# Prix Dijkstra
Le prix Edsger W. Dijkstra en algorithmique répartie, anciennement prix PoDC de l'article influent, est décerné chaque année, depuis 2000, aux auteurs d'un article dont l'impact est particulièrement important pour la théorie ou la pratique des systèmes distribués depuis au moins dix ans. Remis à l'origine lors de la conférence ACM Principles of Distributed Computing (PoDC), il est, depuis 2007, remis alternativement lors de PoDC les années paires et lors de la conférence EATCS Distributed Computing (DISC) les années impaires, chacune des deux conférences fournissant la moitié de la somme de 2 000 $. Il change de nom en 2003 pour prendre celui de Dijkstra, qui vient de mourir peu après avoir reçu le prix.

## Lauréats
| Année | Nom(s)                                                                            | Article |
| ----- | --------------------------------------------------------------------------------- | --- |
| 2000  | Leslie Lamport                                                                    | Time, Clocks, and the Ordering of Events in a Distributed System                                                 |
| 2001  | Michael J. Fischer Nancy Lynch Michael Paterson                                   | Impossibility of Distributed Consensus with One Faulty Process                                                   |
| 2002  | Edsger Dijkstra                                                                   | Self-stabilizing systems in spite of distributed control                                                         |
| 2003  | Maurice Herlihy                                                                   | Wait-Free Synchronization                                                                                        |
| 2004  | Robert G. Gallager Pierre A. Humblet Philip M. Spira                              | A Distributed Algorithm for Minimum-Weight Spanning Trees                                                        |
| 2005  | Marshall Pease Robert Shostak Leslie Lamport                                      | Reaching agreement in the presence of faults                                                                     |
| 2006  | John M. Mellor-Crummey Michael L. Scott (en)                                      | Algorithms for scalable synchronization on shared-memory multiprocessors                                         |
| 2007  | Cynthia Dwork Nancy Lynch Larry Stockmeyer                                        | Consensus in the presence of partial synchrony                                                                   |
| 2008  | Baruch Awerbuch David Peleg                                                       | Sparse Partitions                                                                                                |
| 2009  | Joseph Halpern Yoram Moses                                                        | Knowledge and Common Knowledge in a Distributed Environment                                                      |
| 2010  | Tushar Deepak Chandra Sam Toueg Vassos Hadzilacos                                 | Unreliable Failure Detectors for Reliable Distributed Systems The Weakest Failure Detector for Solving Consensus |
| 2011  | Hagit Attiya Amotz Bar-Noy Danny Dolev                                            | Sharing Memory Robustly in Message-Passing Systems                                                               |
| 2012  | Maurice Herlihy J. Eliot B. Moss Nir Shavit Dan Touitou                           | Transactional memory Software transactional memory                                                               |
| 2013  | Nati Linial                                                                       | Locality in distributed graph algorithms                                                                         |
| 2014  | K. Mani Chandy (en) et Leslie Lamport                                             | The Snapshot algorithm to get a consistent picture of the global state of a system                               |
| 2015  | Michael Ben-Or                                                                    | Another Advantage of Free Choice: Completely Asynchronous Agreement Protocols                                    |
| 2015  | Michael O. Rabin                                                                  | Randomized Byzantine Generals                                                                                    |
| 2016  | Noga Alon, László Babai et Alon Itai                                              | A Fast and Simple Randomized Parallel Algorithm for the Maximal Independent Set Problem                          |
| 2016  | Michael Luby                                                                      | Simple Parallel Algorithm for the Maximal Independent Set Problem                                                |
| 2017  | Elizabeth Borowsky et Eli Gafni                                                   | Generalized FLP impossibility result for t-resilient asynchronous computations                                   |
| 2018  | Bowen Alpern et Fred B. Schneider                                                 | Defining liveness                                                                                                |
| 2019  | Alessandro Panconesi et Aravind Srinivasan                                        | Randomized Distributed Edge Coloring via an Extension of the Chernoff–Hoeffding Bounds                           |
| 2020  | Dana Angluin, James Aspnes (en), Zoe Diamadi, Michael J. Fischer, et Rene Peralta | Computation in networks of passively mobile finite-state sensors                                                 |
| 2021  | Paris C. Kanellakis et Scott A. Smolka (en)                                       | CCS Expressions, Finite State Processes, and Three Problems of Equivalence                                       |
| 2022  | Maged M. Michael                                                                  | Safe Memory Reclamation for Dynamic Lock-Free Objects Using Atomic Reads and Writes                              |
| 2022  | Maurice Herlihy, Victor Luchangco et Mark Moir                                    | The Repeat Offender Problem: A Mechanism for Supporting Dynamic-Sized, Lock-Free Data Structures                 |
| 2023  | Michael Ben-Or (en), Shafi Goldwasser et Avi Wigderson                            | Completeness Theorems for Non-Cryptographic Fault-Tolerant Distributed Computation.                              |
| 2023  | David Chaum, Claude Crépeau et Ivan Damgård                                       | Multiparty Unconditionally Secure Protocols.                                                                     |
| 2023  | Tal Rabin et Michael Ben-Or (he)                                                  | Verifiable Secret Sharing and Multiparty Protocols with Honest Majority.                                         |
| 2024  | Nicola Santoro et Peter Widmayer                                                  | Time is Not a Healer                                                                                             |